# Jan Kudlička
Jan Kudlička (República Checa, 29 de abril de 1988) es un atleta checo, especialista en la prueba de salto con pértiga en la que llegó a ser subcampeón europeo en 2016.

## Carrera deportiva
En el Campeonato Europeo de Atletismo de 2016 ganó la medalla de plata en el salto con pértiga, saltando por encima de 5.60 metros, quedando en el podio tras el polaco Robert Sobera (oro también con 5.60 m pero en menos intentos) y por delante del esloveno Robert Renner (bronce con 5.50 metros).